# Verdrag van Altranstädt (1706)

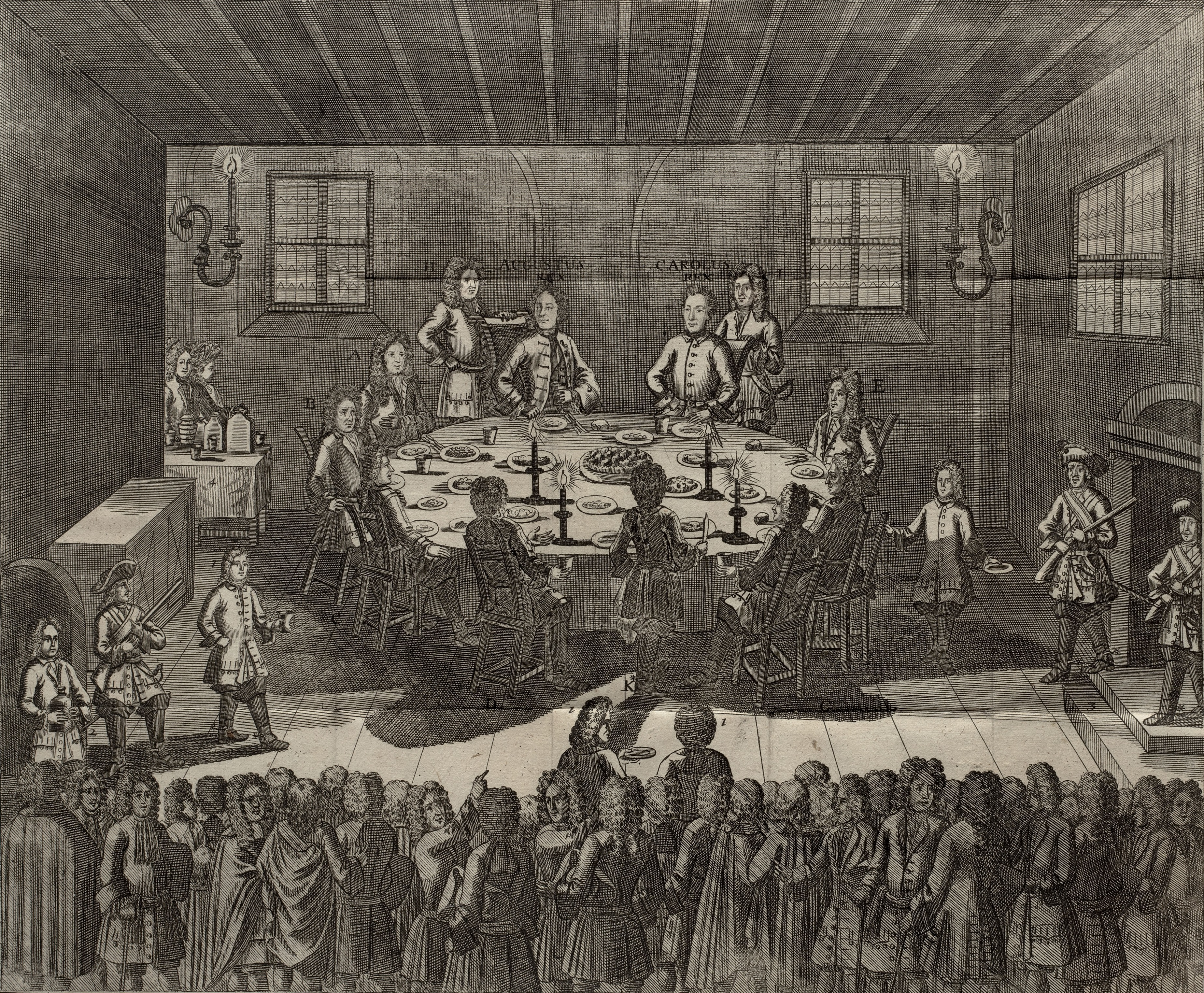
Tekening van de middageten

Het verdrag van Altranstadt was de vrede die August II van Polen, de koning van Polen en keurvorst der Saksen, moest ondertekenen op 24 september 1706 met Karel XII van Zweden. In het verdrag stond dat August II moest afstand doen van de troon in het voordeel van Stanislaus Leszczyński.